# Schizoprymnus ussuricus
Schizoprymnus ussuricus är en stekelart som beskrevs av Sergey A. Belokobylskij 1994. Schizoprymnus ussuricus ingår i släktet Schizoprymnus och familjen bracksteklar. Inga underarter finns listade i Catalogue of Life.